# Jekyll Island (film)
Pour les articles homonymes, voir  Jekyll Island et Jekyll Island (film, 1998).
Pour plus de détails, voir Fiche technique et Distribution.
Jekyll Island (The Crash) est un thriller américain produit par Aaron Becker, Isaac La Mell, Kristi Gescheidler, Atit Shah, Hilary Shor et Peter Shuldiner, écrit et réalisé par Aram Rappaport sorti en 2017 et mettant en vedette Minnie Driver, Frank Grillo, Dianna Agron, AnnaSophia Robb, Maggie Q, Mary McCormack, Ed Westwick, Christopher McDonald et John Leguizamo.
Le film a eu une sortie directe en VOD et limitée le 13 janvier 2017 en Amérique du Nord.

## Synopsis
Dans un avenir pas si lointain, une équipe de criminels en col blanc est enrôlée par le gouvernement fédéral des États-Unis pour contrecarrer une cyberattaque qui menace de mettre les États-Unis en faillite,.

## Fiche technique
- Titre original : Jekyll Island
- Réalisation : Aram Rappaport
- Scénario : Aram Rappaport
- Photographie : Matt Turve
- Montage : Aram Rappaport
- Musique : Guy Moon
- Costumes : Alexandra Mandelkorn, Burcu Yamak
- Production : Aaron Becker, Isaac La Mell, Kristi Gescheidler, Atit Shah, Hilary Shor, Peter Shuldiner
- Direction artistique : Amanda Brinton
- Pays de production : États-Unis
- Langue originale : anglais
- Format : couleur
- Genre : thriller
- Durée : 84 minutes
- Dates de sortie :  
  - États-Unis : 13 janvier 2017

## Distribution
- Frank Grillo : Guy Clifton
- Minnie Driver : Shannon Clifton
- AnnaSophia Robb : Creason Clifton
- Dianna Agron : Amelia Rhondart
- Mary McCormack : Sarah Schwab
- Christopher McDonald : Richard Del Banco
- Ed Westwick : Ben Collins
- John Leguizamo : George Diebold
- Jim Ortlieb : Jeff Grillstein
- Shannon Brown : Sinclair Mandes
- Maggie Q : l'infirmière Hilary
- Phillip Edward Van Lear : Colonel Ryan
- Terry Hamilton : John Roth
- Christopher R Ellis : Jason Schwab
- Andrew James Allen : Mathas Harrison
- Sergio Kato : Secret Service Agent (non crédité)

## Production

### Tournage
La photographie principale, à partir de novembre 2013, a eu lieu à Chicago, au Michigan, en Indiana ainsi qu'à New York, Washington DC, Londres et Paris.

## Release
The Crash a eu une sortie limitée en salles et est disponible numériquement et en vidéo à la demande à partir du 13 janvier 2017 en Amérique du Nord;
À l'international, le film est sorti sous le titre Conspiracy en 2017.[réf. nécessaire]

## Réception
Le film a reçu des critiques très négatives, il détient une note de 17% "pourrie" sur Rotten Tomatoes sur la base de douze critiques, avec une note moyenne de 3,67/10. La note moyenne des utilisateurs est nettement plus élevée à 71 % positive. Metacritic rapporte une note de 28/100 sur la base de sept critiques, des critiques généralement défavorables".
Edward Douglas de Film Journal International a qualifié le film de « film divertissant qui tente de souligner les failles du système financier américain avec une courte durée qui garantit qu'il ne porte jamais son accueil ».